# Гигантская рука
Феномен «гигантской руки» (от англ. giant hand) — в авиационной психологии разновидность нарушения пространственной ориентации пилота, ощущаемая лётчиком как вмешательство в управление полётом неких потусторонних сил.

## История
Феномен был описан Малкольмом и Мани, по другим данным — авиатором и врачом Н. Кингом. Он объясняет, почему многие лётчики упорно оставались дезориентированными, хотя осознавали этот факт и были в состоянии принять меры, чтобы избежать потери управления самолётом.

## Частота
Иллюзия «гигантской руки» встречается довольно часто — её ощущали, согласно исследованию, 15 % опрошенных лётчиков. Пилоты, у которых она возникает впервые, могут не понимать причину этого состояния, и оно может поставить их в тупик. Поэтому сообщение о том, что самолёт потерял управление, не всегда является очевидным свидетельством какой-либо неисправности, его настоящей причиной может быть дезориентация лётчика в пространстве.

## Причина
Для понимания феномена необходимо осознавать, что ориентация зависит не только от сознательной осведомленности человеком его положения в пространстве и его движений, но и от неосознаваемого — протопатической чувствительности, также необходимой для произвольных движений рефлекторного характера. Осознанная ориентация является осмысленной, так как её можно подвергнуть проверке, взвесить её достоверность, признать её неточной, «подогнав» факты о положении в пространстве, полученные из других органов чувств. В противоположность ей, неосознанное ощущение положения является иррациональным, оно состоит из информации, доставленной в мозговой ствол и мозжечок в результате первичных ощущений ориентации, и не поддаётся рациональному изменению.
Информация, полученная путём неосознаваемого ощущения, является основой для выполнения как ориентировочных рефлексов (например, постуральных), так и произвольных движений. Поэтому результат последних часто будет отличаться от ожидаемого с рациональной точки зрения, если информация, на которую рассчитывает пилот, не совпадает с рационально воспринимаемой. Дезориентированный лётчик может осознанно попытаться изменить угол крена, однако неосознаваемая информация, зависящая от функционирования его организма, может показывать, что такое движение будет непродуктивным, или даже опасным. Либо лётчик может обнаружить, что уже совершённое действие, с целью изменить положение самолёта, необходимо повторить, так как контролируемые подсознанием движения руки автоматически возвращают самолёт в его предыдущее положение, несмотря на сознательные попытки и действия с целью возобновить контроль. Таким образом, неосознаваемое восприятие положения в пространстве влияет на общий конечный путь (так называемую «воронку Шеррингтона») непроизвольных и произвольных движений и приводит к иллюзии «гигантской руки».

## Описание
Пилот, у которого наблюдается данный эффект, испытывает ложное ощущение, что самолёт отвечает неправильно на его действия — как только лётчик пытается привести его в заданное положение, ему кажется, что воздушное судно принимает другое, более устойчивое. Пилоту, дезориентированному в продольной оси, может казаться, что «гигантская рука» опускает и удерживает крыло самолёта. При дезориентации в поперечной оси, в свою очередь, кажется, что такая же сила опускает нос самолёта.

## Профилактика и действия при возникновении феномена
Во избежание возникновения иллюзии лётчик должен разграничить произвольные действия от автоматизированного поведения. С этой целью при её возникновении предлагают управлять штурвалом при помощи большого и указательного пальцев, а не всей кистью руки. Американское руководство для пилотов ВМФ рекомендует для разрушения иллюзии кратковременно отпустить штурвал, а также сообщает об успешном опыте пилотов, которые при образовании иллюзии управляли только кончиками пальцев и даже коленями; при этом попытки вновь взяться за штурвал привычным образом приводили к возобновлению эффекта.